# Falsometopides fuscomaculatus
Falsometopides fuscomaculatus là một loài bọ cánh cứng trong họ Cerambycidae.